# Stary Mokotów
Stary Mokotów (literalmente El Viejo Mokotów) es una vecindad en el distrito de Mokotów de Varsovia, Polonia.

## Ubicación
Stary Mokotów se encuentra en la parte Noroeste del distrito Mokotów en el escarpe del río Vístula. Desde el Este limita con Mokotów Sielce; al Sur, con Wierzbno; al Oeste, con Wyględów; y al Norte, con el centro de la ciudad.

## Lugares interesantes
- El campo Mokotowskie
- Turnpike Mokotów (1816)
- Escuela de Economía de Varsovia
- Nuevo Teatro
- Teatro infantil Gulliver
- Ilusión Archivo Nacional de Cine (anteriormente Capital)
- Prisión de Mokotów (1904)
- Warszawianka Warszawa
- Parque del Ojo Marino
- Szuster Palacio
- Santuario de San Andrés Bobola
- Naturaleza y paisaje "Parque WAU"

## Sedes diplomáticas
En este barrio se encuentran las sedes de varias embajadas, tales como: la Embajada del Perú en Polonia; la Embajada de Pakistán en Polonia; la Embajada de Eslovenia en Polonia; y otras.